# HNK Ladimirevci
Hrvatski nogometni klub Ladimirevci je hrvatski novoosnovani nogometni klub iz Ladimirevaca te svoju prvu sezonu započinje u 3. ŽNL NS Valpovo u sezoni 2019./'20.
Klub se nalazi u stanju mirovanja.
Izvor: https://registri.uprava.hr/#!udruga-detalji/wgMBAAEAAQFsYWRpbWlyZXZj6QAAAAAAAAAAAAEBAW9p4gIB1Jwa  Arhivirana inačica izvorne stranice od 22. siječnja 2019. (Wayback Machine)